# Avicularia

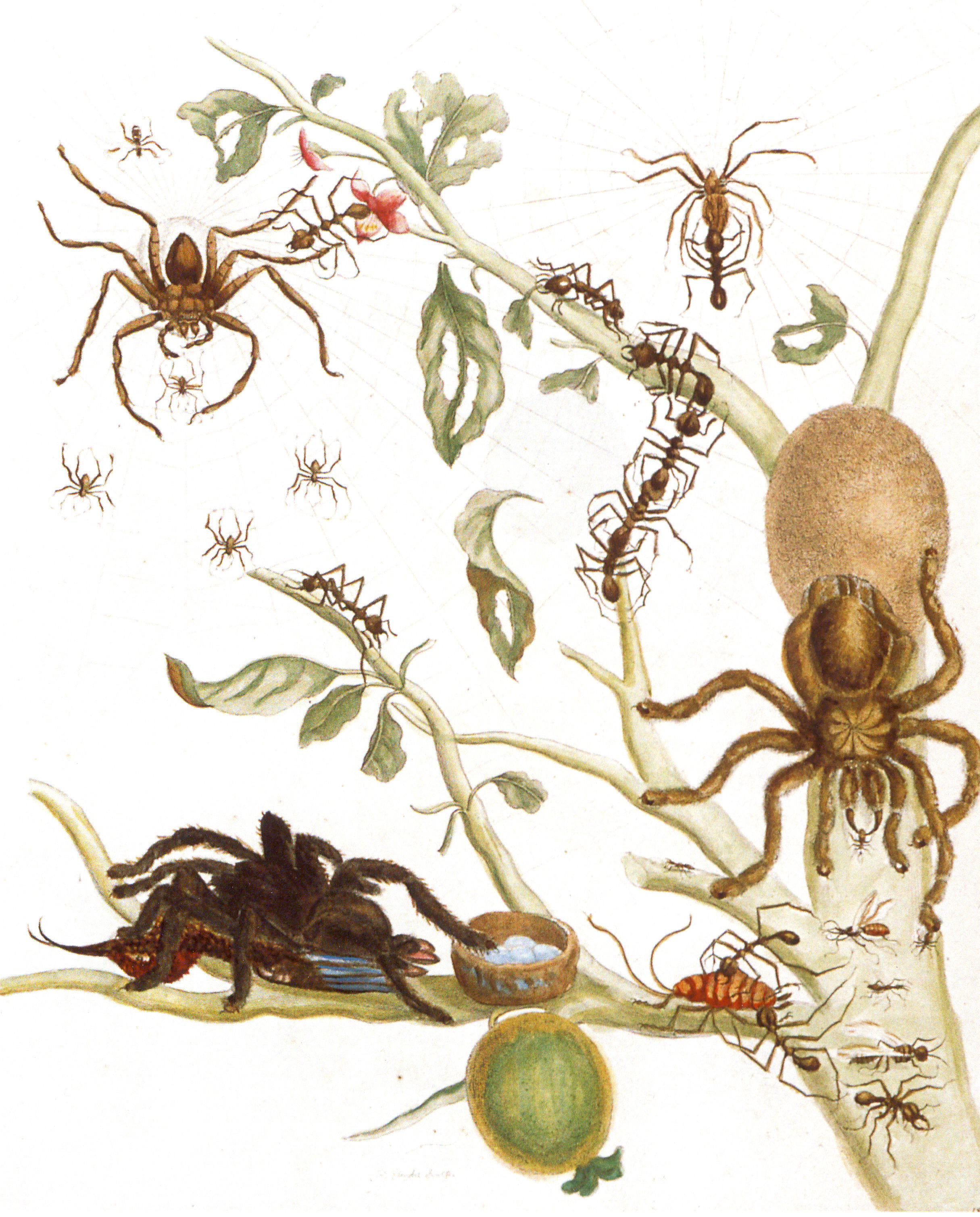
Kolorierter Kupferstich von Maria Sibylla Merian aus Metamorphosis insectorum Surinamensium, Bildtafel XVIII, 1705.

Avicularia ist eine Gattung aus der Familie der Vogelspinnen (Theraphosidae), die in Mittel- und Südamerika verbreitet ist. Die Gattung umfasst derzeit nur noch 12 Arten; früher wurden bis zu 50 Arten unterschieden. (Stand: März 2017)
Der Name stammt vom lateinischen Adjektiv „avicularius“, was auf Deutsch übersetzt „vogelartig“ bedeutet. Die erste Vogelspinnenart wurde von Carl von Linné 1758 noch als Aranea avicularia (heute: Avicularia avicularia) beschrieben. Diese Art wurde schon im 18. Jahrhundert von der deutschen Naturforscherin Maria Sibylla Merian in einem Kupferstich künstlerisch festgehalten.

## Merkmale
Der Habitus dieser Spinnenarten ist an die baumbewohnende Lebensweise angepasst. So besitzen sie dichte Haarpolster auf den breiten Tarsen, die an den Tarsenenden bei vielen Arten wie hellrosa Schuhe aussehen. Sämtliche Avicularia-Arten haben Brennhaare auf dem Hinterleib (Opisthosoma). Viele Männchen haben Apophysen an den Tibien des ersten Laufbeinpaares, selten an den Tibien des ersten und zweiten Laufbeinpaares (Avicularia hirsuta) oder manchmal keine Apophysen (Avicularia minatrix und Avicularia versicolor). Die vordere Augenreihe ist stets prokurv.
Die Jungtiere von vielen Avicularia-Arten haben die typische Tannenbaummusterung auf dem Hinterleib: roter, blauer, pinker Hintergrund mit einem schwarzen Längsstreifen und einigen Querstreifen. Bei der Art Avicularia minatrix haben diese Musterung aber auch die erwachsenen Tiere. Erwachsene Tiere werden etwa drei (Avicularia minatrix) bis neun Zentimeter (Avicularia huriana) groß. Viele erwachsene Tiere haben längere weißliche Haare an den Tastern, Laufbeinen und am Hinterleib.

## Verhalten
Avicularia-Arten sind baumbewohnende Vogelspinnen. Sie bewohnen natürliche Spalten und Öffnungen, Blatt- und Astachsen, aber auch durch andere Tiere gebaute Baumhöhlen. Diese werden mit einem Gespinst ausgekleidet. In das Gespinst wird manchmal Erde, Laub und Ästchen integriert, um es zu tarnen.
Da in ihrem Verbreitungsgebiet die Temperaturen bis auf 40 Grad Celsius steigen können, begeben sich einige Tiere in die wassergefüllten Kelche der Bromelien-Gewächse, wo aufgrund Verdunstung besser erträgliche klimatische Verhältnisse herrschen. Weil die Ananas-Plantagen chemisch behandelt werden, finden sich dort keine Tiere. Da die Bromelien nach einem Jahr absterben, sind die Tiere zu einem Umzug gezwungen.
Die Tiere ernähren sich vor allem von Insekten und kleineren baumbewohnenden Wirbeltieren wie Geckos, Froschlurchen und Vögeln (beispielsweise Kolibris).
Die Tiere verteidigen sich häufig mit ihrem brennhaarenbesetzten Hinterleib. Sie strecken dem vermeintlichen Angreifer den Hinterleib zu.
Bei vielen Arten wohnen die Weibchen und die Männchen während der Begattungszeit in einem gemeinsamen Nest und paaren sich dort mehrmals.

## Systematik
Die meisten Avicularia-Arten sind auf dem mittel- bis südamerikanischen Kontinent bis etwa zum 14. Breitengrad beheimatet. Wenige befinden sich auf den Kleinen Antillen, Mittelamerika oder Mexiko. Eine einzelne Art kann in einem riesigen Verbreitungsgebiet vorkommen (beispielsweise von Guyana, entlang des Orinoco, durch das Amazonasgebiet bis nach Ecuador und Peru) und mit anderen sehr ähnlichen Arten koexistieren. Einige Arten entwickeln lokale Unterarten  und variieren somit in Größe und Farbe. Diese Tatsache schafft Unsicherheit bei der systematischen Erfassung. Einige Arten, die in einem begrenzten Verbreitungsgebiet wie beispielsweise Inseln, Halbinseln oder Bergwälder vorkommen, lassen sich dagegen sehr einfach bestimmen.
Zusätzliche systematische Unsicherheit ergab sich aus der Tatsache, dass Robert J. Raven 1985 die Gattung Eurypelma als Synonym für Avicularia aufführte und Norman Platnick somit in den Jahren zwischen 1989 und 2002 sämtliche Eurypelma-Arten im World Spider Catalog der Gattung Avicularia zuordnete. Viele der früheren Eurypelma-Arten wurden anschließend in andere Gattungen (hauptsächlich in die Gattung Aphonopelma) überführt.
Die jüngste Revision stammt von Fukushima und Bertani aus dem Jahr 2017.

### Arten
Der World Spider Catalog listet für die Gattung Avicularia derzeit nur noch 12 Arten. (Stand: März 2017)
- Avicularia avicularia (Linnaeus, 1758)
- Avicularia caei (Fukushima & Bertani, 2017)
- Avicularia glauca (Simon, 1891)
- Avicularia hirschii (Bullmer, Thierer-Lutz & Schmidt, 2006)
- Avicularia juruensis (Mello-Leitão, 1923)
- Avicularia lynnae (Fukushima & Bertani, 2017)
- Avicularia merianae (Fukushima & Bertani, 2017)
- Avicularia minatrix (Pocock, 1903)
- Avicularia purpurea (Kirk, 1990)
- Avicularia rufa (Schiapelli & Gerschman, 1945)
- Avicularia taunayi (Mello-Leitão, 1920)
- Avicularia variegata (F. O. Pickard-Cambridge, 1896)

In andere oder neue Gattungen überführt
- Avicularia affinis (Nicolet, 1849) – Synonym von: Euathlus affinis (Nicolet, 1849)
- Avicularia aymara (Chamberlin, 1916) – Synonym von: Thrixopelma aymara (Chamberlin, 1916)
- Avicularia diversipes (C. L. Koch, 1842) – Synonym von: Ybyrapora diversipes (C. L. Koch, 1842)
- Avicularia gamba (Bertani & Fukushima, 2009) – Synonym von: Ybyrapora gamba (Bertani & Fukushima, 2009)
- Avicularia laeta (C. L. Koch, 1842) – Synonym von: Caribena laeta (C. L. Koch, 1842)
- Avicularia rickwesti (Bertani & Huff, 2013) – Synonym von: Antillena rickwesti (Bertani & Huff, 2013)
- Avicularia sooretama (Bertani & Fukushima, 2009) – Synonym von: Ybyrapora sooretama (Bertani & Fukushima, 2009)
- Avicularia subvulpina (Strand, 1906) – Synonym von: Grammostola subvulpina (Strand, 1906)
- Avicularia versicolor (Walckenaer, 1837) – Synonym von: Caribena versicolor (Walckenaer, 1837)

In der deutschsprachigen Wikipedia noch geläufige Nomina dubia
- Avicularia aurantiaca  (Bauer, 1996)
- Avicularia braunshauseni (Tesmoingt, 1999)
- Avicularia geroldi (Tesmoingt, 1999)
- Avicularia huriana (Tesmoingt, 1996)
- Avicularia metallica (Ausserer, 1875)